# Frank Dartal
Frank Dartal, pseudonyme de Gilbert Bucher, est un écrivain de science-fiction, né en 1920.
Frank Dartal a publié entre 1977 et 1988 une quinzaine de romans de science-fiction, tous publiés dans la collection Fleuve Noir Anticipation.
Plusieurs de ses romans évoquent des personnes placées en biostase, ce qui permet de situer une action plusieurs siècles ou millénaires après le XXe siècle. Le fusil laser utilisé par les héros est désigné sous le terme « fusil à mésotrons ».

## Liste des romans

### Les Brumes du Sagittaire
- Publication : 1977, Fleuve Noir Anticipation no 775.
- 4ème Couverture : L'exploration galactique est terminée. L'homme n'a rien trouvé au-delà de ses frontières, il s'est replié sur lui-même, laissant à des robots le soin de subvenir à ses besoins. La Terre meurt lentement sous l'éclat de son soleil rouge, Soudain, coup de théâtre... Un danger menace le Grand Cerveau qui règne en maître tyrannique sur ses créateurs. Avec, sa froide logique de machine, il analyse la situation — le piège se trouve dans le temps... Mais une machine peut-elle prévoir l'avenir ? Le Grand Cerveau est-il devenu fou ? Tous les techniciens sont morts et personne ne sait comment le guérir. Tal le forçat sauvera-t-il le reste de l'humanité ? Ne sera-t-il qu'un jouet entre deux entités ? Des forces raisonnables, venues d'ailleurs, donneront-elles à l'homme le droit de continuer ?
- Résumé :

### Les Neuf dieux de l'espace
- Publication : 1977, Fleuve Noir Anticipation no 807.
- Résumé : Gann Edri passe la soirée avec son ami Vic à un spectacle lorsqu'il a une étrange sensation, comme si la réalité autour de lui semblait s'effondrer. Il se retrouve alors dans un vaisseau spatial, couché dans une sorte de cercueil. Le robot qui l'a réveillé lui explique qu'il est un immortel d'Ormonde, la capitale de la Terre. Il y a cinq cents ans, les habitants de Deneb se sont révoltés contre l'Empire terrien et ont détruit la cité d'Ormonde. Le vaisseau de Gann a été touché par une bombe au moment où il allait quitter l'orbite terrestre pour aller à destination de Proxima. Gann passe quelques jours à recouvrer ses forces et à éviter une équipe d'esclaves terriens grâce à ses pouvoirs de télékinésie. Puis il se téléporte sur Terre grâce à un instrument appelé le transférentiel. Après divers rebondissements il prend un vaisseau pour Proxion, une planète de Proxima et découvre un temple contenant les statues des Neuf Dieux de l'espace. Aux pieds de ces statues il trouve un cercle sur lequel il peut placer son transférentiel. Ce relais l'emmène sur la planète Deneb, où il va se confronter à l'empereur Mob IV.

### Les Seigneurs de Kalaâr
- Publication : 1978, Fleuve Noir Anticipation no 831.
- Résumé :

### Le Livre d'Éon
- Publication : 1978, Fleuve Noir Anticipation no 853.
- Résumé :

### Les Roches aux cent visages
- Publication : 1979, Fleuve Noir Anticipation no 897.
- Résumé :

### Le Règne du serpent
- Publication : 1979, Fleuve Noir Anticipation no 918.
- Résumé :

### Aux quatre vents de l'univers
- Publication : 1979, Fleuve Noir Anticipation no 939.
- Résumé : Alors que Jim Shar vient d'entrer, sans sa volonté, en biostase dans la machine du professeur Muldaur, lequel voulait pratiquer une expérience scientifique, une guerre nucléaire éclate. Protégé dans le laboratoire du professeur enfoui à plusieurs dizaines de mètres sous terre, Jim ne subit aucune conséquence de la guerre atomique. Réveillé plusieurs années après par les androïdes Oscar et Joe, il constate que la région baigne dans les radiations. Jim se remet en hibernation en ordonnant à Oscar et Joe de le réveiller quand les radiations auront disparu. Dix mille ans se passent avant que Jim ne soit réveillé (chapitres 1 à 3). Jim sort de l'hibernation. Il a quelques problèmes avec Joe, prisonnier de la programmation du Pr Muldaur. Par sa ruse, Jim parvient à manipuler Oscar pour que Joe ne pratique pas sur lui des tests médicaux qui pourraient entraîner son exécution. Puis il s'intéresse à l'extérieur : les radiations ont disparu, et Joe l'informe que des êtres intelligents, appelés « donovans » vivent à l'extérieur. Jim prend la décision de sortir de l'abri (chapitres 4 à 7). Jim tue un « strige », un animal qui ressemble à un ptérodactyle. Il ne tarde pas à rencontrer un donovan, Triss. Les donovans sont des créatures qui ressemblent à des rats géants qui auraient muté génétiquement. Par la suite, Jim rencontre deux chasseurs humains, Webs et Jens. Jim tue Webs et se lie d'amitié avec Jens. Ce dernier lui propose de l'emmener à la ville humaine la plus proche (chapitres 8 et 9). Néanmoins, à la suite d'une tentative de Jens de s'emparer de son fusil à mésotrons, il abat son compagnon de voyage. Continuant son périple, il rencontre un autre couple d'humains, Thag et Api, qui lui parlent du Passage. Moyennant la remise du fusil à mésotrons, ils acceptent de l'amener au Passage. Arrivé à cet endroit, il donne son fusil et pénètre dans le Passage, aboutissant dans une autre dimension (chapitre 10).
- Remarque : À aucun moment, l'auteur n'explique comment un humain du XXIe siècle peut discuter sans aucune difficulté avec des êtres du XIIe millénaire sans aucune difficulté. Il ne détaille pas non plus qui a créé le Passage et à quel endroit il permet d'accéder.

### La Terre est une légende
- Publication : 1980, Fleuve Noir Anticipation no 977.
- Résumé :

### Civilisations galactiques-Providence
- Publication : 1980, Fleuve Noir Anticipation no 1006.
- Résumé :

### Message de Bâl 188
- Publication : 1982, Fleuve Noir Anticipation no 1120.
- Résumé :

### Les Glaces du temps
- Publication : 1982, Fleuve Noir Anticipation no 1163.
- Résumé :

### Et un temps pour mourir
- Publication : 1983, Fleuve Noir Anticipation no 1197.
- Résumé :

### Eridan VII
- Publication : 1986, Fleuve Noir Anticipation no 1472.
- Article connexe : Éridan (constellation)
- Résumé :
  - Man Kedar est un très haut fonctionnaire de la Fédération Terrienne ; il est Protecteur des colonies solariennes. Il vient de recevoir un rapport top-secret du scientifique Carson selon lequel des humanoïdes auraient été découverts sur la planète Eridan VII, en orbite autour de l'étoile Achernar. C'est la première fois que l'on découvre des êtres humanoïdes sur une planète de la galaxie. Mais à l'heure actuelle, il doit gérer un conflit entre les Terriens et les colons humains sur Mars (les « Martiens »). Ayant mis des bâtons dans les roues des Martiens, ceux-ci ont décidé de se venger et de le tuer. Kedar découvre que sa secrétaire (qui est aussi sa maîtresse) a été soudoyée par les Martiens pour l’assassiner à son domicile. Il contre-attaque immédiatement, tue sa maîtresse et met hors d'état de nuire les assaillants. Il accepte alors la mission du Président de la Fédération terrienne consistant à l'envoyer en mission sur Eridan VII, à 130 années-lumière de la Terre (chapitres 1 à 3).
  - À bord du Sirius, il découvre qu'un complot se trame et réalise qu'une exobiologiste, Stella Brody, a été enlevée et remplacée par une Martienne. À l’aide d'un sérum de vérité et d'hypnose, il la fait parler et apprend que le commandant du vaisseau, Ralif, est acquis à la cause martienne car son épouse est martienne. Aidé par le major Ruef, Kedar prend le contrôle grâce à son éminente fonction de l’ordinateur central du vaisseau spatial. Il libère Stella Brody. Il fait en sorte de mettre hors d'état de nuire Ralif et les principaux conjurés. Kedar ordonne l'incarcération à fond de cale de tous les Martiens que Ralif avait fait embarquer à bord du Sirius sous de fausses identités. Kedar comprend que le but des Martiens était de déclencher une mutinerie à bord du Sirius pendant le voyage stellaire. Il ordonne la poursuite du voyage en direction d'Eridan VII, soucieux de découvrir si le rapport de Carson contenait des faits véridiques ou s'il avait été manipulé ou falsifié par les Martiens. En effet, la décision d'envoyer le Sirius vers Eridan VII découlait directement du rapport du scientifique (chapitres 4 à 6).
  - Le Sirius arrive à proximité d'Eridan VII. Kedar décide de se rendre directement sur la planète et de rencontrer Carson. Il trouve l'homme dans son campement et discute avec lui. Kedar a le sentiment que le scientifique lui cache quelque chose. Il fait mine de retourner sur le Sirius à bord de la navette mais reste caché sur la planète. Il découvre qu'en réalité Carson est mort depuis longtemps, et que le « Carson » qu'il a rencontré était un extraterrestre qui avait pris son apparence. Il entre en contact avec les Aliens, et ce qu'il apprend le déconcerte, avant de l'effrayer. Les Aliens sont dotés de capacités physiques et mentales hors du commun et sont capables de se téléporter à volonté. Un accord découle des discussions entre Kedar et les Aliens : Kedar leur remettra les Martiens incarcérés à fond de cale, et en échange le Sirius pourra quitter le système stellaire sans ennui. Kedar livre donc cyniquement les Martiens aux Aliens, mais alors que le Sirius est sur le point de quitter le système stellaire, Kedar ordonne le lancement d'une gigabombe à antimatière : la planète Eridan VII explose alors, anéantissant la totalité des Aliens et Martiens. En effet, Kedar ne pouvait pas supporter l'idée qu'une espèce extraterrestre puisse concurrencer avec succès (voire détruire) l’humanité, laquelle devait être protégée à tout prix (chapitres 7 à 9).

### Un temps pour la guerre
- Publication : 1987, Fleuve Noir Anticipation no 1557.
- Résumé :

### L'Épopée du Draco
- Publication : 1988, Fleuve Noir Anticipation no 1622.
- Résumé :